# Ukaleq Slettemark
Ukaleq Astri Slettemark, född 
9 september 2001 i Nuuk, är en grönländsk skidskytt som ställde upp för Danmark i de olympiska vinterspelen i Peking år 2022.
Ukaleq Slettemark är dotter till Öystein Slettemark och hans hustru Uiloq Slettemark som båda har tävlat i skidskytte.
Hon vann guld på 10 km individuellt vid världsmästarskapet   for juniorer i  Osrblie i  Slovakien år 2019 och debuterade i Världscupen i skidskytte den 11 december 2020.